# Лазар Поптрайков
Лазар Поптрайков Шекров (изписване до 1945 година: Лазаръ попъ Трайковъ) е български революционер, деец на Вътрешната македоно-одринска революционна организация, костурски войвода и участник в Илинденско-Преображенското въстание.

## Биография

### Ранни години
Лазар Поптрайков е роден на 10 април 1878 година в село Дъмбени, Костурско, в Османската империя, днес Дендрохори, Гърция. След като завършва основното си образование в селото и прогимназиалното си в Костурското българско третокласно училище, продължава да учи в Битолската българска класическа гимназия и в Солунската българска мъжка гимназия, където се сприятелява с Кузман Стефов, Лазар Москов. Там негов учител е Пере Тошев, същевременно се увлича по революционна литература, най-вече по творбите на Христо Ботев. За делото на ВМОРО го привлича Дамян Груев през 1895 година. Поради ученически бунт в Солунската гимназия, Лазар Поптрайков е изключен от училище и заминава за известно време в София на лечение. Там пише писмо до Българската екзархия, в което се обявява против смяната на директора на гимназията Михаил Сарафов и критикува работата на някои учители. Вследствие на това му е позволено да се върне в гимназията и да продължи образованието си.
Макар да завършва гимназията през 1898 година, Лазар Поптрайков обикаля Костурския район от 1896 година, като подпомага делата на ВМОРО. След това повторно се завръща в Дъмбени и става учител в местното училище. С помощта на Кузман Стефов и на костурските учители Павел Христов и Михаил Николов развиват усилено организацията в района, като приобщават все повече хора в комитета, и снабдяват организацията с пари и оръжие. След убийството на двама турци близо до село Загоричани Лазар Поптрайков е арестуван през есента на 1899 година, осъден в Костур на 2 години затвор и заточен в Корча, откъдето се завръща през късната есен на 1901 година.
Поптрайков обикаля Костурско с Гоце Делчев, Пандо Кляшев, Васил Чекаларов и Марко Лерински до началото на 1902 година. Скоро след това заминава на лечение в България, където с войводата Тома Давидов привличат за революционното дело подпоручик Георги Папанчев от Сливен и Никола Андреев (Алай-бей) от село Мокрени. При завръщането си, във Велес, е повторно арестуван и затворен в Корча (или Скопие.) Освободен е при общата амнистия през месец март 1903 година.
На Смилевския конгрес Лазар Поптрайков е избран за член от Горското началство в Костур и за заместник на Главния щаб на въстанието. Също така Лазар Поптрайков, заедно с Георги Попхристов и Петър Ацев, е избран за запасен член на генералния щаб, съставен от Даме Груев, Анастас Лозанчев и Борис Сарафов. На 31 май 1903 година 1000 войници турски аскер обграждат село Дъмбени, четата на Лазар Поптрайков заема връх Виняри в Дъмбенската планина, в помощ на сражаващите се пристига четата на Дичо Андонов, която заема връх Локвата и удря турците в гръб. Голямото сражение продължава дълго, като в помощ на сражаващите се пристигат и четите на Васил Чекаларов, Пандо Кляшев и Митре Влаха. Лазар Поптрайков възпява битката в поемата „Локвата и Виняри“, написана на книжовен български език с малко примеси на костурски диалект. Десетина дни след битката по идея на Лазар Поптрайков са създадени свидетелствени грамоти „За храброст“ и „За отличие“, с които са отличени най-храбрите бойци в битката.

### Илинден
Началото на Илинденско-Преображенското въстание, 2 август 1903 година, заварва Поптрайков и Васил Чекаларов в Дреновските усои над село Дреновени. Оттам те разпращат кратко възвание в Костурско за обявяването на въстанието. Докато Васил Чекаларов заминава за Пополе, Поптрайков остава в Кореща, където на 7 август 400 въстаници, начело с войводата Лазар Поптрайков, обсаждат помашкото село Жервени, чиито жители редовно участват в башибозушки потери. Командирите на въстаниците предлагат на жервенци да предадат оръжието си. Селяните отвърнали на предложението с внезапна стрелба, като убили двама и ранили четирима четници. След известна съпротива селото е превзето и подпалено.
На 9 август от село Брезница (дем Преспа) обединените чети на Лазар Поптрайков, Васил Чекаларов и други тръгват за село Смърдеш, на следния ден, 10 август, четите атакуват градчето Билища, но аскерът предупреден вече е евакуирал мюсюлманското население. Четниците дават една жертва, но прибират няколкостотин кози, овци и говеда в Смърдешката планина, а Лазар Поптрайков е леко ранен в гърба. На 11 август отбиват турски аскер, дохождащ от Дъмбени и на свой ред четата на Лазар Поптрайков заминава за родното село на войводата. След превзимането на Невеска, на 13 август 1903 година. Горското началство решава четите да напуснат Костурския район, за да се облекчи мирното население. Лазар Поптрайков, Михаил Николов и Манол Розов, начело на 650 въстаници, се отправят през Леринското поле, Мариховските планини, и стигат Прилепско, където няма въстанически действия и половината четници се връщат по родните си места.
По-малка от 150 души, четата на Лазар Поптрайков и Иван Попов се събира с тази на Гьорче Петров и Лука Иванов. Решават да взривят железопътната линия Лерин-Воден при село Суровичево, като привлекат чети от Битолско и Мариово. Войводите пишат писмо до Дамян Груев, за да направят координиран удар по линията с поне 1000 души. Поради вече взетото решение за разпускане на четите от главния щаб, никой не спомага четата. На път за целта си, на 2 октомври при село Чанище четата влиза в сражение с турски аскер. Боят при възвишението Маргара е последното голямо сражение през въстанието. Дванадесет часа по-малко от 200 въстаници задържат 5500 войници, а вечерта се изтеглят спокойно зад източния бряг на река Черна. В битката турски куршум пробива устата на Лазар Поптрайков, като засяга езика и му чупи два зъба. Войводата онемява, и заедно с четата на Гьорче Петров срещат щабната чета на Борис Сарафов. Той им съобщава за взетото решение за разпускане на четите и виждайки тежкото положение на Лазар Поптрайков му предлага да го преведе до България, за да се лекува. Той отказва и решава да се завърне в Костурско, за да види последиците от въстанието.

### Убийството на войводата
След завръщането си в Костурско, Лазар Поптрайков решава да отседне при войводата Коте Христов от село Руля, чиито отношения с Костурското началство на ВМОРО са сложни. През годините 1902 – 1903 Лазар Поптрайков на два пъти се застъпва за него. Първият път в началото на 1902 година, заедно с Гоце Делчев помилват Коте след издадената му в Кономлади смъртна присъда заради харамийските му навици. През април 1903 г. пак с Гоце Делчев, Лазар Поптрайков се застъпва за Коте Христов пред Васил Чекаларов и Пандо Кляшев. Присъдата на Коте е потвърдена, но не е изпълнена и Коте Христов участва в Илинденско-Преображенското въстание, като се побратимява с Лазар Поптрайков, който заявява:
| „ | Денес македонците свички въстанае, за да строшат робските окови. Заради това е голема грешка ние, свички чеда на една земя, братя по кърв и българи по произхождение, да се мразим и да се преследваме. | “ |

Но в края на въстанието Коте Христов получава пари от костурския гръцки владика Германос Каравангелис и решен да премине на гръцка страна с помощта на Павел Киров и Трайко Лянджаков убива Лазар Поптрайков в планината Лисец, край керемидарницата на село Търнава, отрязва главата му и я праща на владиката. Той от своя страна, след като се уверява, че е на легендарния войвода, прави снимка на главата и я окача зад бюрото в кабинета си. За това свидетелства британският журналист Хенри Брайлсфорд. В спомените си Германос Каравангелис признава, че главата на Лазар Поптрайков е отрязана и му е донесена в Костур. Пред друг британски журналист обаче отрича да има участие в убийството.
По-късно главата е изпратена в село Апоскеп, където е погребана в братска могила с главите на други видни революционери. Този спомен разказва Магда Юмбрукова Влахова от Дъмбени така:
| „ | Ла̀зо Поптра̀йкоф бѐше комѝ̀тин. Бѐше ен Ко̀те од Ру̀льа и той бѐше комитин. Ко̀зна (кой знае) за̀шчо се скара̀е и Ко̀те ста̀на протѝф комѝтите. И о̀йде се префъ̀рли, о̀йде при гъ̀рците, о Ко̀стур. Го за̀кла Ла̀зо Поптра̀йкоф. Со посечѐната гла̀ва о цел Ко̀стур ошета̀е. Ла̀зо Поптра̀йкоф бѐше болга̀рцки да̀скал и во̀йвода от Дъ̀мбени. | “ |

## Оценки и почит
Георги Константинов Бистрицки пише за него:
| „      | Лазар п. Трайков от с. Дъмбени, свършил с отличие курса на българската реална гимназия в гр. Солун, първият и най-главният ръководител-организатор, талантлив младеж с поетически дарби, преждевременно загина от братска Йудова ръка. | “ |
| [ 25 ] | |   |

Народът запазва спомена за героя Лазар Поптрайков и за предателството на Коте от Руля в песен. Името му е поставено на 18-о място (от дясната страна) в мемориала „Илинден“ в Крушево. Поптрайков е отбелязан и на паметника „Паднали за свободата на Македония“ в Кюстендил.